# Gottlieb Wilhelm Rabener
Gottlieb Wilhelm Rabener (Wachau, Lipcse mellett, 1714. szeptember 17. – Drezda, 1771. március 22.) német író.

## Életútja
Drezdában 1763-tól adóügyi tanácsos volt. Lipcsében tanult, ahol a Bremer Beiträge dolgozótársai közé tartozott. Leginkább szatírákat (Sammlung satirischer Schriften, 1751-55, 4. kötet) írt, melyekben a német középosztály gyengéit igen mérsékelt kritikával, de változatos alakban és egészséges világnézettel, szép nyelven és szellemes stílben gúny tárgyává teszi. Ebből néhányat magyarra Sándor István fordított le, mely megjelent Pozsonyban 1786-ban Rabnernek szatirái, vagy-is gúnyoló beszédei címmel. Művei: Sämmtliche Schriften (1777, 6 kötet, újra kiadta Ernst Ortlepp 1839, 4 kötet, leveleivel együtt); tartalmas és szépen írt leveleit (Briefe) kiadta Wisse 1772.

## Magyarul
- Rabner szatírái, vagy-is Gúnyoló beszédei / Christian Fürchtegott Gellert: Felelő bálvány. Vígjáték; ford. Sz. S. J.; Landerer, Pozsony, 1786